# Marisa Abela

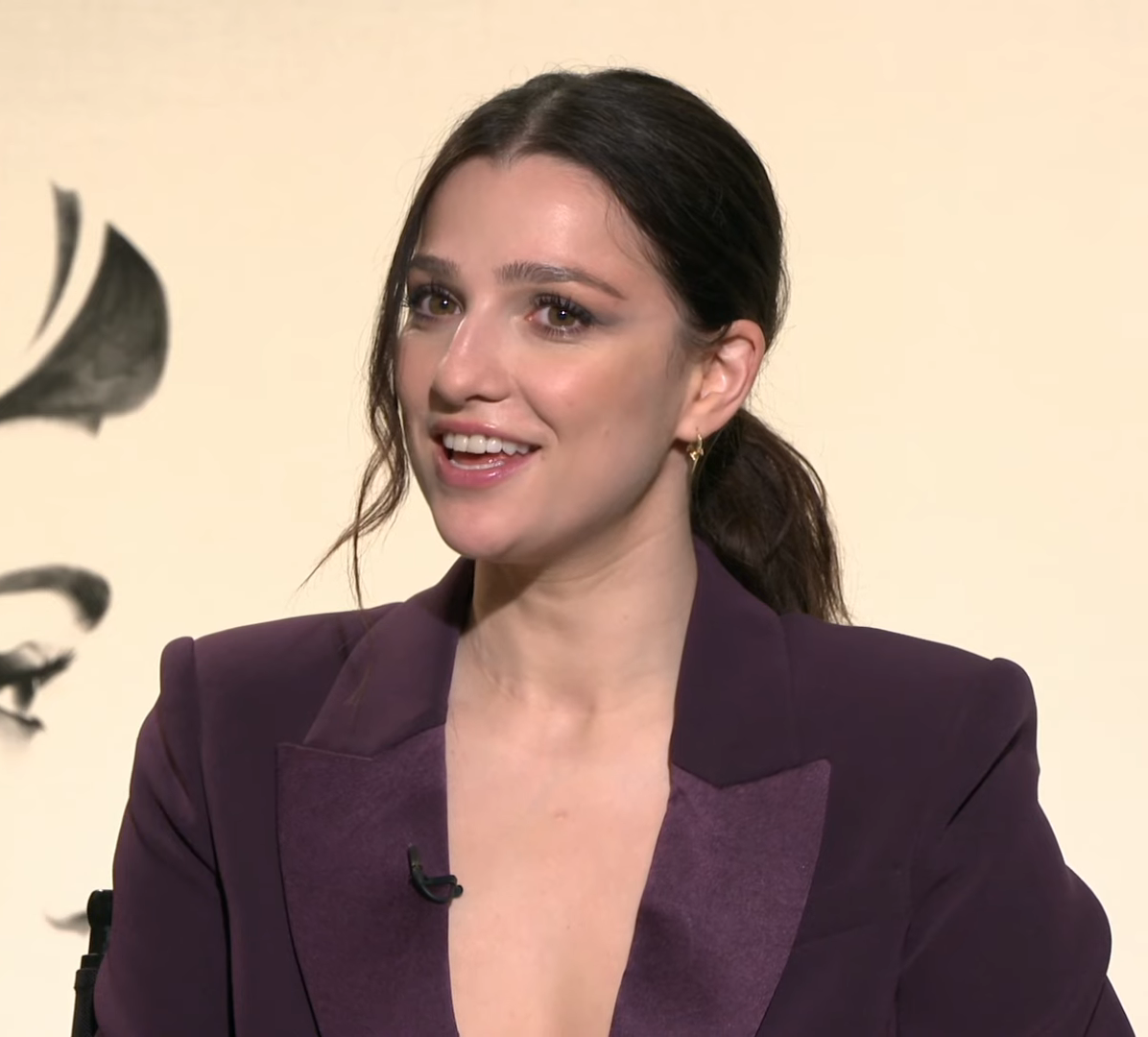
Marisa Abela (2024)

Marisa Gabrielle Abela (* 7. Dezember 1996 in Brighton, East Sussex) ist eine britische Schauspielerin.

## Leben und Karriere
Marisa Abela wurde als Tochter der Schauspielerin Caroline Gruber und des Fernsehregisseurs Angelo Abela geboren. Ihre Schauspielausbildung erhielt sie an der Londoner Royal Academy of Dramatic Art (RADA); das Studium schloss sie 2019 als Bachelor of Arts ab.
In der Sky-One-Fernsehserie Cobra mit Robert Carlyle als Premierminister Robert Sutherland und Lucy Cohu als dessen Frau Rachel verkörperte Abela 2020 deren Filmtochter Ellie. Von 2020 bis 2024 mimte sie in der HBO/BBC-Serie Industry – mit Myha’la Herrold über die britische Investmentbank Pierpoint & Co – eine Hauptrolle als die aus reichem Haus stammende Berufseinsteigerin Yasmin Kara-Hanani.
In der Filmbiografie Back to Black (2023) über die britische Sängerin Amy Winehouse verkörperte Abela diese unter der Regie von Sam Taylor-Johnson. Im selben Jahr wurde sie vom britischen Branchendienst Screen International zu seinen „Stars of Tomorrow“ im Vereinigten Königreich und Irland gezählt.
In den deutschsprachigen Fassungen wurde Abela von Yvonne Greitzke in Industry und von Lea Kalbhenn in Back to Black synchronisiert.
2024 verlobte sich Abela mit dem Musical-Darsteller Jamie Bogyo.

## Filmografie (Auswahl)
- 2008: Man in a Box
- 2020: Cobra (COBRA, Fernsehserie, 6 Folgen)
- 2020–2024: Industry (Fernsehserie, 24 Folgen)
- 2022: Five Dates
- 2022: Rogue Agent
- 2022: She Is Love
- 2023: Barbie
- 2024: Back to Black
- 2025: Black Bag – Doppeltes Spiel (Black Bag)

## Auszeichnungen
- 2023: Screen International – „Star of Tomorrow“ (Schauspiel)

British Academy Film Award
- 2025: Nominierung für den Rising Star Award[12]